# Vaxvicker
Vaxvicker (Vicia hyrcanica) är en ärtväxtart som beskrevs av Fisch. och Carl Anton von Meyer. Enligt Catalogue of Life ingår Vaxvicker i släktet vickrar och familjen ärtväxter, men enligt Dyntaxa är tillhörigheten istället släktet vickrar och familjen ärtväxter. Arten förekommer tillfälligt i Sverige, men reproducerar sig inte. Inga underarter finns listade i Catalogue of Life.